# ICD-10 第9章:循環器系の疾患
本項は、『疾病及び関連保健問題の国際統計分類』第10版（ICD-10）の「第9章:循環器系の疾患」の一覧である。

## I00-I99 - 循環器系の疾患

### (I00-I02)　急性リウマチ熱
- I00　心臓併発症の記載のないリウマチ熱
- I01　心臓併発症を伴うリウマチ熱
  - I01.0　急性リウマチ性心膜炎
  - I01.1　急性リウマチ性心内膜炎
  - I01.2　急性リウマチ性心筋炎
  - I01.8　その他の急性リウマチ性心疾患
  - I01.9　急性リウマチ性心疾患，詳細不明
- I02　リウマチ性舞踏病
  - I02.0　心臓併発症を伴うリウマチ性舞踏病
  - I02.9　心臓併発症を伴わないリウマチ性舞踏病

### (I05-I09)　慢性リウマチ性心疾患
- I05　リウマチ性僧帽弁疾患
  - I05.0　僧帽弁狭窄(症)
  - I05.1　リウマチ性僧帽弁閉鎖不全(症)
  - I05.2　閉鎖不全(症)を伴う僧帽弁狭窄(症)
  - I05.8　その他の僧帽弁疾患
  - I05.9　僧帽弁疾患，詳細不明
- I06　リウマチ性大動脈弁疾患
  - I06.0　リウマチ性大動脈狭窄(症)
  - I06.1　リウマチ性大動脈弁閉鎖不全(症)
  - I06.2　閉鎖不全(症)を伴うリウマチ性大動脈弁狭窄(症)
  - I06.8　その他のリウマチ性大動脈弁疾患
  - I06.9　リウマチ性大動脈弁疾患，詳細不明
- I07　リウマチ性三尖弁疾患
  - I07.0　三尖弁狭窄(症)
  - I07.1　三尖弁閉鎖不全(症)
  - I07.2　閉鎖不全(症)を伴う三尖弁狭窄(症)
  - I07.8　その他の三尖弁疾患
  - I07.9　三尖弁疾患，詳細不明
- I08　連合弁膜症
  - I08.0　僧帽弁及び大動脈弁の合併障害
  - I08.1　僧帽弁及び三尖弁の合併障害
  - I08.2　大動脈弁及び三尖弁の合併障害
  - I08.3　僧帽弁，大動脈弁及び三尖弁の合併障害
  - I08.8　その他の連合弁膜症
  - I08.9　連合弁膜症，詳細不明
- I09　その他のリウマチ性心疾患
  - I09.0　リウマチ性心筋炎
  - I09.1　心内膜のリウマチ性疾患，弁膜不詳
  - I09.2　慢性リウマチ性心膜炎
  - I09.8　その他の明示されたリウマチ性心疾患
  - I09.9　リウマチ性心疾患，詳細不明

### (I10-I15)　高血圧性疾患
- I10　本態性(原発性<一次性>)高血圧(症)
- I11　高血圧性心疾患
  - I11.0　心不全(鬱血性)を伴う高血圧性心疾患
  - I11.9　心不全(鬱血性)を伴わない高血圧性心疾患
- I12　高血圧性腎疾患
  - I12.0　腎不全を伴う高血圧性腎疾患
  - I12.9　腎不全を伴わない高血圧性腎疾患
- I13　高血圧性心腎疾患
  - I13.0　心不全(鬱血性)を伴う高血圧性心腎疾患
  - I13.1　腎不全を伴う高血圧性心腎疾患
  - I13.2　心不全(鬱血性)及び腎不全の合併を伴う高血圧性心腎疾患
  - I13.9　高血圧性心腎疾患，詳細不明
- I15　二次性<続発性>高血圧(症)
  - I15.0　腎血管性高血圧(症)
  - I15.1　その他の腎障害による二次性<続発性>高血圧(症)
  - I15.2　内分泌障害による二次性<続発性>高血圧(症)
  - I15.8　その他の二次性<続発性>高血圧(症)
  - I15.9　二次性<続発性>高血圧(症)，詳細不明

### (I20-I25)　虚血性心疾患
- I20　狭心症
  - I20.0　不安定狭心症
  - I20.1　記録されたれん<攣>縮を伴う狭心症
  - I20.8　その他の型の狭心症
  - I20.9　狭心症，詳細不明
- I21　急性心筋梗塞
  - I21.0　前壁の急性貫壁性心筋梗塞
  - I21.1　下壁の急性貫壁性心筋梗塞
  - I21.2　その他の部位の急性貫壁性心筋梗塞
  - I21.3　急性貫壁性心筋梗塞，部位不明
  - I21.4　急性心内膜下心筋梗塞
  - I21.9　急性心筋梗塞，詳細不明
- I22　再発性心筋梗塞
  - I22.0　前壁の再発性心筋梗塞
  - I22.1　下壁の再発性心筋梗塞
  - I22.8　その他の部位の再発性心筋梗塞
  - I22.9　部位不明の再発性心筋梗塞
- I23　急性心筋梗塞の続発合併症
  - I23.0　急性心筋梗塞の続発合併症としての心膜血腫
  - I23.1　急性心筋梗塞の続発合併症としての心房中隔欠損(症)
  - I23.2　急性心筋梗塞の続発合併症としての心室中隔欠損(症)
  - I23.3　急性心筋梗塞の続発合併症としての心膜血腫を伴わない心(壁)破裂
  - I23.4　急性心筋梗塞の続発合併症としての腱索の断裂
  - I23.5　急性心筋梗塞の続発合併症としての乳頭筋の断裂
  - I23.6　急性心筋梗塞の続発合併症としての心房，心耳，心室の血栓症
  - I23.8　急性心筋梗塞のその他の続発合併症
- I24　その他の急性虚血性心疾患
  - I24.0　冠(状)(動脈)血栓症，心筋梗塞に至らなかったもの
  - I24.1　ドレッスラー症候群
  - I24.8　その他の型の急性虚血性心疾患
  - I24.9　急性虚血性心疾患，詳細不明
- I25　慢性虚血性心疾患
  - I25.0　アテローム<じゅく<粥>状>硬化性心血管疾患と記載されたもの
  - I25.1　アテローム<じゅく<粥>状>硬化性心疾患
  - I25.2　陳旧性心筋梗塞
  - I25.3　心室瘤
  - I25.4　冠(状)動脈瘤
  - I25.5　虚血性心筋症
  - I25.6　無痛性<無症候性>心筋虚血
  - I25.8　その他の型の慢性虚血性心疾患
  - I25.9　慢性虚血性心疾患，詳細不明

### (I26-I28)　肺性心疾患及び肺循環疾患
- I26　肺塞栓症
  - I26.0　急性肺性心と記載された肺塞栓症
  - I26.9　急性肺性心の記載のない肺塞栓症
- I27　その他の肺性心疾患
  - I27.0　原発性肺高血圧(症)
  - I27.1　(脊柱)後弯側弯性心疾患
  - I27.2　その他の二次性<続発性>肺高血圧（症）
  - I27.8　その他の明示された肺性心疾患
  - I27.9　肺性心疾患，詳細不明
- I28　その他の肺血管の疾患
  - I28.0　肺血管の動静脈瘻
  - I28.1　肺動脈の動脈瘤
  - I28.8　肺血管のその他の明示された疾患
  - I28.9　肺血管の疾患，詳細不明

### (I30-I52)　その他の型の心疾患
- I30　急性心膜炎
  - I30.0　急性非特異性特発性心膜炎
  - I30.1　感染性心膜炎
  - I30.8　その他の型の急性心膜炎
  - I30.9　急性心膜炎，詳細不明
- I31　心膜のその他の疾患
  - I31.0　慢性癒着性心膜炎
  - I31.1　慢性収縮性心膜炎
  - I31.2　心膜血腫，他に分類されないもの
  - I31.3　心膜滲出液(非炎症性)
  - I31.8　心膜のその他の明示された疾患
  - I31.9　心膜の疾患，詳細不明
- I32　他に分類される疾患における心膜炎
  - I32.0　他に分類される細菌性疾患における心膜炎
  - I32.1　他に分類されるその他の感染症及び寄生虫症における心膜炎
  - I32.8　他に分類されるその他の疾患における心膜炎
- I33　急性及び亜急性心内膜炎
  - I33.0　急性及び亜急性感染性心内膜炎
  - I33.9　急性心内膜炎，詳細不明
- I34　非リウマチ性僧帽弁障害
  - I34.0　僧帽弁閉鎖不全(症)
  - I34.1　僧帽弁逸脱(症)
  - I34.2　非リウマチ性僧帽弁狭窄(症)
  - I34.8　その他の非リウマチ性僧帽弁障害
  - I34.9　非リウマチ性僧帽弁障害，詳細不明
- I35　非リウマチ性大動脈弁障害
  - I35.0　大動脈弁狭窄(症)
  - I35.1　大動脈弁閉鎖不全(症)
  - I35.2　大動脈弁の閉鎖不全(症)を伴う狭窄(症)
  - I35.8　その他の大動脈弁障害
  - I35.9　大動脈弁障害，詳細不明
- I36　非リウマチ性三尖弁障害
  - I36.0　非リウマチ性三尖弁狭窄(症)
  - I36.1　非リウマチ性三尖弁閉鎖不全(症)
  - I36.2　閉鎖不全(症)を伴う非リウマチ性三尖弁狭窄(症)
  - I36.8　その他の非リウマチ性三尖弁障害
  - I36.9　非リウマチ性三尖弁障害，詳細不明
- I37　肺動脈弁障害
  - I37.0　肺動脈弁狭窄(症)
  - I37.1　肺動脈弁閉鎖不全(症)
  - I37.2　肺動脈弁の閉鎖不全(症)を伴う狭窄(症)
  - I37.8　その他の肺動脈弁障害
  - I37.9　肺動脈弁障害，詳細不明
- I38　心内膜炎，弁膜不詳
- I39　他に分類される疾患における心内膜炎及び心弁膜障害
  - I39.0　他に分類される疾患における僧帽弁障害
  - I39.1　他に分類される疾患における大動脈弁障害
  - I39.2　他に分類される疾患における三尖弁障害
  - I39.3　他に分類される疾患における肺動脈弁障害
  - I39.4　他に分類される疾患における連合弁膜症
  - I39.8　弁膜不詳の心内膜炎，他に分類される疾患におけるもの
- I40　急性心筋炎
  - I40.0　感染性心筋炎
  - I40.1　孤立性心筋炎
  - I40.8　その他の急性心筋炎
  - I40.9　急性心筋炎，詳細不明
- I41　他に分類される疾患における心筋炎
  - I41.0　他に分類される細菌性疾患における心筋炎
  - I41.1　他に分類されるウイルス疾患における心筋炎
  - I41.2　他に分類されるその他の感染症及び寄生虫症における心筋炎
  - I41.8　他に分類されるその他の疾患における心筋炎
- I42　心筋症
  - I42.0　拡張型心筋症
  - I42.1　閉塞性肥大型心筋症
  - I42.2　その他の肥大型心筋症
  - I42.3　心内膜心筋(好酸球性)疾患
  - I42.4　心内膜線維弾性症
  - I42.5　その他の拘束型心筋症
  - I42.6　アルコール性心筋症
  - I42.7　薬物及びその他の外的因子による心筋症
  - I42.8　その他の心筋症
  - I42.9　心筋症，詳細不明
- I43　他に分類される疾患における心筋症
  - I43.0　他に分類される感染症及び寄生虫症における心筋症
  - I43.1　代謝疾患における心筋症
  - I43.2　栄養性疾患における心筋症
  - I43.8　他に分類されるその他の疾患における心筋症
- I44　房室ブロック及び左脚ブロック
  - I44.0　房室ブロック，第1度
  - I44.1　房室ブロック，第2度
  - I44.2　房室ブロック，完全
  - I44.3　その他及び詳細不明の房室ブロック
  - I44.4　左脚前枝ブロック
  - I44.5　左脚後枝ブロック
  - I44.6　その他及び詳細不明の分枝ブロック
  - I44.7　左脚ブロック，詳細不明
- I45　その他の伝導障害
  - I45.0　右脚分枝ブロック
  - I45.1　その他及び詳細不明の右脚ブロック
  - I45.2　二束ブロック
  - I45.3　三束ブロック
  - I45.4　非特異性心室内ブロック
  - I45.5　その他の明示された心ブロック
  - I45.6　早期興奮症候群
  - I45.8　その他の明示された伝導障害
  - I45.9　伝導障害，詳細不明
- I46　心停止
  - I46.0　蘇生に成功した心停止
  - I46.1　心臓性突然死<急死>と記載されたもの
  - I46.9　心停止，詳細不明
- I47　発作性頻拍(症)
  - I47.0　リエントリー性心室性不整脈
  - I47.1　上室(性)頻拍(症)
  - I47.2　心室(性)頻拍(症)
  - I47.9　発作性頻拍(症)，詳細不明
- I48　心房細動及び粗動
- I49　その他の不整脈
  - I49.0　心室細動及び粗動
  - I49.1　心房(性)早期脱分極
  - I49.2　房室接合部早期脱分極
  - I49.3　心室性早期脱分極
  - I49.4　その他及び詳細不明の早期脱分極
  - I49.5　洞不全症候群
  - I49.8　その他の明示された不整脈
  - I49.9　不整脈，詳細不明
- I50　心不全
  - I50.0　鬱血性心不全
  - I50.1　左室不全
  - I50.9　心不全，詳細不明
- I51　心疾患の合併症及び診断名不明確な心疾患の記載
  - I51.0　心(臓)中隔欠損(症)，後天性
  - I51.1　腱索の断裂，他に分類されないもの
  - I51.2　乳頭筋の断裂，他に分類されないもの
  - I51.3　心臓内血栓症，他に分類されないもの
  - I51.4　心筋炎，詳細不明
  - I51.5　心筋変性(症)
  - I51.6　心血管疾患，詳細不明
  - I51.7　心(臓)拡大
  - I51.8　その他の診断名不明確な心疾患
  - I51.9　心疾患，詳細不明
- I52　他に分類される疾患におけるその他の心臓障害
  - I52.0　他に分類される細菌性疾患におけるその他の心臓障害
  - I52.1　他に分類されるその他の感染症及び寄生虫症におけるその他の心臓障害
  - I52.8　他に分類されるその他の疾患におけるその他の心臓障害

### (I60-I69)　脳血管疾患
- I60　くも膜下出血
  - I60.0　頚動脈サイフォン及び頚動脈分岐部からのくも膜下出血
  - I60.1　中大脳動脈からのくも膜下出血
  - I60.2　前交通動脈からのくも膜下出血
  - I60.3　後交通動脈からのくも膜下出血
  - I60.4　脳底動脈からのくも膜下出血
  - I60.5　椎骨動脈からのくも膜下出血
  - I60.6　その他の頭蓋内動脈からのくも膜下出血
  - I60.7　頭蓋内動脈からのくも膜下出血，詳細不明
  - I60.8　その他のくも膜下出血
  - I60.9　くも膜下出血，詳細不明
- I61　脳内出血
  - I61.0　(大脳)半球の脳内出血，皮質下
  - I61.1　(大脳)半球の脳内出血，皮質
  - I61.2　(大脳)半球の脳内出血，詳細不明
  - I61.3　脳幹の脳内出血
  - I61.4　小脳の脳内出血
  - I61.5　脳内出血，脳室内
  - I61.6　脳内出血，多発限局性
  - I61.8　その他の脳内出血
  - I61.9　脳内出血，詳細不明
- I62　その他の非外傷性頭蓋内出血
  - I62.0　硬膜下出血(急性)(非外傷性)
  - I62.1　非外傷性硬膜外出血
  - I62.9　頭蓋内出血(非外傷性)，詳細不明
- I63　脳梗塞
  - I63.0　脳実質外動脈の血栓症による脳梗塞
  - I63.1　脳実質外動脈の塞栓症による脳梗塞
  - I63.2　脳実質外動脈の詳細不明の閉塞又は狭窄による脳梗塞
  - I63.3　脳動脈の血栓症による脳梗塞
  - I63.4　脳動脈の塞栓症による脳梗塞
  - I63.5　脳動脈の詳細不明の閉塞又は狭窄による脳梗塞
  - I63.6　脳静脈血栓症による脳梗塞，非化膿性
  - I63.8　その他の脳梗塞
  - I63.9　脳梗塞，詳細不明
- I64　脳卒中，脳出血又は脳梗塞と明示されないもの
- I65　脳実質外動脈の閉塞及び狭窄，脳梗塞に至らなかったもの
  - I65.0　椎骨動脈の閉塞及び狭窄
  - I65.1　脳底動脈の閉塞及び狭窄
  - I65.2　頚動脈の閉塞及び狭窄
  - I65.3　多発性及び両側性の脳実質外動脈の閉塞及び狭窄
  - I65.8　その他の脳実質外動脈の閉塞及び狭窄
  - I65.9　詳細不明の脳実質外動脈の閉塞及び狭窄
- I66　脳動脈の閉塞及び狭窄，脳梗塞に至らなかったもの
  - I66.0　中大脳動脈の閉塞及び狭窄
  - I66.1　前大脳動脈の閉塞及び狭窄
  - I66.2　後大脳動脈の閉塞及び狭窄
  - I66.3　小脳動脈の閉塞及び狭窄
  - I66.4　多発性及び両側性の脳動脈の閉塞及び狭窄
  - I66.8　その他の脳動脈の閉塞及び狭窄
  - I66.9　詳細不明の脳動脈の閉塞及び狭窄
- I67　その他の脳血管疾患
  - I67.0　脳動脈壁の解離，非<未>破裂性
  - I67.1　脳動脈瘤，非<未>破裂性
  - I67.2　脳動脈のアテローム<じゅく<粥>状>硬化(症)
  - I67.3　進行性血管性白質脳症
  - I67.4　高血圧性脳症
  - I67.5　もやもや病<ウイリス動脈輪閉塞症>
  - I67.6　頭蓋内静脈系の非化膿性血栓症
  - I67.7　脳動脈炎，他に分類されないもの
  - I67.8　その他の明示された脳血管疾患
  - I67.9　脳血管疾患，詳細不明
- I68　他に分類される疾患における脳血管障害
  - I68.0　脳アミロイド血管症(E85.-†)
  - I68.1　他に分類される感染症及び寄生虫症における脳動脈炎
  - I68.2　他に分類されるその他の疾患における脳動脈炎
  - I68.8　他に分類される疾患におけるその他の脳血管障害
- I69　脳血管疾患の続発・後遺症
  - I69.0　くも膜下出血の続発・後遺症
  - I69.1　脳内出血の続発・後遺症
  - I69.2　その他の非外傷性頭蓋内出血の続発・後遺症
  - I69.3　脳梗塞の続発・後遺症
  - I69.4　脳卒中の続発・後遺症，出血又は梗塞と明示されないもの
  - I69.8　その他及び詳細不明の脳血管疾患の続発・後遺症

### (I70-I79)　動脈，細動脈及び毛細血管の疾患
- I70　アテローム<じゅく<粥>状>硬化(症)
  - I70.0　大動脈のアテローム<じゅく<粥>状>硬化(症)
  - I70.1　腎動脈のアテローム<じゅく<粥>状>硬化(症)
  - I70.2　(四)肢の動脈のアテローム<じゅく<粥>状>硬化(症)
  - I70.8　その他の動脈のアテローム<じゅく<粥>状>硬化(症)
  - I70.9　全身性及び詳細不明のアテローム<じゅく<粥>状>硬化(症)
- I71　大動脈瘤及び解離
  - I71.0　大動脈の解離[各部位]
  - I71.1　胸部大動脈瘤，破裂性
  - I71.2　胸部大動脈瘤，破裂の記載がないもの
  - I71.3　腹部大動脈瘤，破裂性
  - I71.4　腹部大動脈瘤，破裂の記載がないもの
  - I71.5　胸腹部大動脈瘤，破裂性
  - I71.6　胸腹部大動脈瘤，破裂の記載がないもの
  - I71.8　部位不明の大動脈瘤，破裂性
  - I71.9　部位不明の大動脈瘤，破裂の記載がないもの
- I72　その他の動脈瘤
  - I72.0　頚動脈瘤
  - I72.1　上肢の動脈瘤
  - I72.2　腎動脈瘤
  - I72.3　腸骨動脈瘤
  - I72.4　下肢の動脈瘤
  - I72.8　その他の明示された動脈の動脈瘤
  - I72.9　部位不明の動脈瘤
- I73　その他の末梢血管疾患
  - I73.0　レイノー症候群
  - I73.1　閉塞性血栓血管炎[ビュルガー<バージャー>病]
  - I73.8　その他の明示された末梢血管疾患
  - I73.9　末梢血管疾患，詳細不明
- I74　動脈の塞栓症及び血栓症
  - I74.0　腹部大動脈の塞栓症及び血栓症
  - I74.1　その他及び部位不明の大動脈の塞栓症及び血栓症
  - I74.2　上肢の動脈の塞栓症及び血栓症
  - I74.3　下肢の動脈の塞栓症及び血栓症
  - I74.4　詳細不明の(四)肢の動脈の塞栓症及び血栓症
  - I74.5　腸骨動脈の塞栓症及び血栓症
  - I74.8　その他の動脈の塞栓症及び血栓症
  - I74.9　詳細不明の動脈の塞栓症及び血栓症
- I77　動脈及び細動脈のその他の障害
  - I77.0　動静脈瘻，後天性
  - I77.1　動脈の狭窄
  - I77.2　動脈の破裂
  - I77.3　動脈の線維筋形成異常
  - I77.4　腹腔動脈圧迫症候群
  - I77.5　動脈え<壊>死
  - I77.6　動脈炎，詳細不明
  - I77.8　動脈及び細動脈のその他の明示された障害
  - I77.9　動脈及び細動脈の障害，詳細不明
- I78　毛細血管の疾患
  - I78.0　遺伝性出血性毛細血管拡張症
  - I78.1　母斑，非新生物性
  - I78.8　毛細血管のその他の疾患
  - I78.9　毛細血管の疾患，詳細不明
- I79　他に分類される疾患における動脈，細動脈及び毛細血管の障害
  - I79.0　他に分類される疾患における大動脈瘤
  - I79.1　他に分類される疾患における大動脈炎
  - I79.2　他に分類される疾患における末梢血管症<アンギオパシー>
  - I79.8　他に分類される疾患における動脈，細動脈及び毛細血管のその他の障害

### (I80-I89)　静脈，リンパ管及びリンパ節の疾患，他に分類されないもの
- I80　静脈炎及び血栓(性)静脈炎
  - I80.0　下肢の表在血管の静脈炎及び血栓(性)静脈炎
  - I80.1　大腿静脈の静脈炎及び血栓(性)静脈炎
  - I80.2　下肢のその他の深在血管の静脈炎及び血栓(性)静脈炎
  - I80.3　下肢の静脈炎及び血栓(性)静脈炎，詳細不明
  - I80.8　その他の部位の静脈炎及び血栓(性)静脈炎
  - I80.9　部位不明の静脈炎及び血栓(性)静脈炎
- I81　門脈血栓症
- I82　その他の静脈の塞栓症及び血栓症
  - I82.0　バッド・キアリ症候群
  - I82.1　遊走性血栓(性)静脈炎
  - I82.2　大静脈の塞栓症及び血栓症
  - I82.3　腎静脈の塞栓症及び血栓症
  - I82.8　その他の明示された静脈の塞栓症及び血栓症
  - I82.9　部位不明の静脈の塞栓症及び血栓症
- I83　下肢の静脈瘤
  - I83.0　潰瘍を伴う下肢の静脈瘤
  - I83.1　炎症を伴う下肢の静脈瘤
  - I83.2　潰瘍及び炎症の両者を伴う下肢の静脈瘤
  - I83.9　潰瘍又は炎症を伴わない下肢の静脈瘤
- I84　痔核
  - I84.0　血栓性内痔核
  - I84.1　その他の合併症を伴う内痔核
  - I84.2　合併症を伴わない内痔核
  - I84.3　血栓性外痔核
  - I84.4　その他の合併症を伴う外痔核
  - I84.5　合併症を伴わない外痔核
  - I84.6　残遺痔核皮膚弁
  - I84.7　詳細不明の血栓性痔核
  - I84.8　その他の合併症を伴う詳細不明の痔核
  - I84.9　合併症を伴わない痔核，詳細不明
- I85　食道静脈瘤
  - I85.0　出血を伴う食道静脈瘤
  - I85.9　出血を伴わない食道静脈瘤
- I86　その他の部位の静脈瘤
  - I86.0　舌下静脈瘤
  - I86.1　陰のう<嚢>静脈瘤
  - I86.2　骨盤静脈瘤
  - I86.3　外陰静脈瘤
  - I86.4　胃静脈瘤
  - I86.8　その他の明示された部位の静脈瘤
- I87　静脈のその他の障害
  - I87.0　静脈炎後症候群
  - I87.1　静脈圧迫
  - I87.2　静脈機能不全(症)(慢性)(末梢)
  - I87.8　静脈のその他の明示された障害
  - I87.9　静脈の障害，詳細不明
- I88　非特異性リンパ節炎
  - I88.0　非特異性腸間膜リンパ節炎
  - I88.1　慢性リンパ節炎，腸間膜を除く
  - I88.8　その他の非特異性リンパ節炎
  - I88.9　非特異性リンパ節炎，詳細不明
- I89　リンパ管及びリンパ節のその他の非感染性障害
  - I89.0　リンパ浮腫，他に分類されないもの
  - I89.1　リンパ管炎
  - I89.8　リンパ管及びリンパ節のその他の明示された非感染性障害
  - I89.9　リンパ管及びリンパ節の非感染性障害，詳細不明

### (I95-I99)　循環器系のその他及び詳細不明の障害
- I95　低血圧(症)
  - I95.0　特発性低血圧(症)
  - I95.1　起立性低血圧(症)
  - I95.2　薬物による低血圧(症)
  - I95.8　その他の低血圧(症)
  - I95.9　低血圧(症)，詳細不明
- I97　循環器系の処置後障害，他に分類されないもの
  - I97.0　心(臓)切開後症候群
  - I97.1　心臓手術に続発するその他の機能障害
  - I97.2　乳房切断後リンパ浮腫症候群
  - I97.8　循環器系のその他の処置後障害，他に分類されないもの
  - I97.9　循環器系の処置後障害，詳細不明
- I98　他に分類される疾患における循環器系のその他の障害
  - I98.0　心血管梅毒
  - I98.1　他に分類されるその他の感染症及び寄生虫症における心血管障害
  - I98.2　他に分類される疾患における食道静脈瘤
  - I98.8　他に分類される疾患における循環器系のその他の明示された障害
- I99　循環器系のその他及び詳細不明の障害